# 99 Dice
Dice (asteroide 99) é um asteroide da cintura principal com um diâmetro de 69,04 quilómetros, a 2,1392594 UA. Possui uma excentricidade de 0,19688701 e um período orbital de 1 587,92 dias (4,35 anos).
Dice tem uma velocidade orbital média de 18,24943177 km/s e uma inclinação de 13,85828744º.
Este asteroide foi descoberto em 28 de maio de 1868 por Alphonse Borrelly. Foi nomeada em homenagem a personagem grega Dice.